# Amettes
Amettes é uma comuna no departamento de Pas-de-Calais, norte da França.

## Geografia
Amettes é uma comuna agrícola situada cerca de 18 km a oeste de Béthune, e cerca de 52 km a sudoeste de Lille, na junção das rodovias D69 e D341, às margens do rio Nave.

## População
| 533                                                              | 566 | 507 | 505 | 507 | 474 | 499 |
| Contagem do censo iniciada em 1962: População sem dupla contagem |     |     |     |     |     |     |

## Locais de interesse

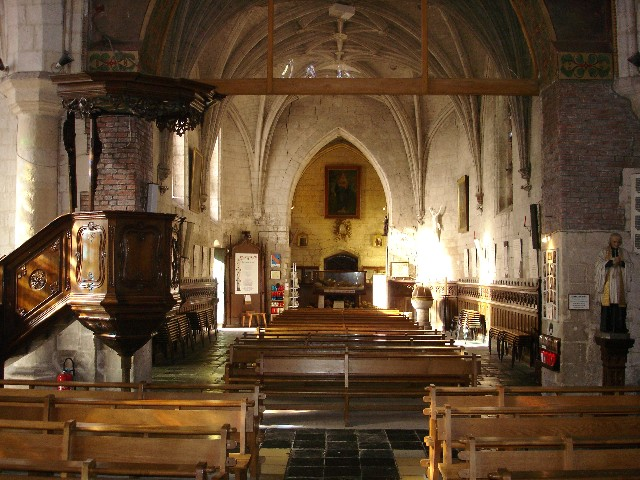
O interior da igreja de São Sulpício.

- A igreja de São Sulpício, datando do século XVI.
- O memorial de guerra.

## Pessoas notáveis
- Biografias de pessoas notáveis nascidas em Amettes